# La cagna (film 1931)
La cagna (La chienne) è un film del 1931 diretto da Jean Renoir.
Si tratta del secondo film sonoro di Renoir.

## Trama
Parigi. Periodo fra le due guerre mondiali. Maurice Legrand è cassiere contabile di una ditta all'ingrosso di abbigliamento. È tiranneggiato dalla moglie Adèle, una vedova autoritaria e poco attraente.
Una notte incontra Lulu, una giovane prostituta, che lui soccorre e sottrae ad un'aggressione. Lulu è dolce e bella e Maurice se ne innamora. Le racconta della passione per la pittura a cui egli si dedica nel tempo libero e le regala dei quadri. Dédé, l'amico e sfruttatore della donna, per ricavare denaro, tenta di vendere i quadri, fingendo siano eseguiti da lei, che li firma con il nome d'arte Clara Wood. Gli intenditori intravedono nell'autore un artista originale e ispirato e le tele ottengono un inaspettato successo. Ma i denari che Lulu pretende non sono mai abbastanza e Maurice, per accontentarla, deruba il datore di lavoro, il quale, scoprendo successivamente l'ammanco, anziché denunciarlo, si limiterà a licenziarlo.
All'improvviso un evento libera Maurice dall'insopportabile legame coniugale: il precedente marito di Adèle, creduto morto in guerra, in realtà è vivo: è un truffatore, e ricompare per ricattarlo. Il piano fallisce e Maurice è così finalmente libero di raggiungere Lulu. Immenso è lo sconforto quando la trova in intimità con Dédé. Malgrado l'evidente relazione esistente fra i due, la scongiura di non abbandonarlo e quasi si inginocchia a pregarla. Di fronte alla risata di scherno con cui la donna accoglie il suo amore, perde la testa. Il tagliacarte si trasforma, nelle mani dell'uomo sconvolto, in un'arma mortale.
La portinaia scopre il cadavere e la notizia che la pittrice Clara Wood è stata trovata assassinata si diffonde in tutta Parigi. Dell'omicidio è accusato Dedé che viene processato e condannato a morte.
Légrand, senza lavoro e senza famiglia, sporco e lacero, vagabonda per le vie della città e incontra Alexis Godard, l'ex marito di Adéle, diventato un barbone come lui. Intanto il suo autoritratto, venduto a un prezzo molto alto in una galleria d'arte che espone quadri di impressionisti famosi, è caricato su una lussuosa auto scoperta e viene portato via.

## Produzione
La circostanza che rese possibile a Renoir la realizzazione di questo film che da tempo aveva in progetto, fu la nomina di Pierre Braunberger, suo amico, a co-direttore degli stabilimenti Billancourt. Socio della casa produttrice era Roger Richebé, figlio di un grosso esercente proprietario di molte sale nella regione di Marsiglia. A favore del progetto si espresse autorevolmente un altro finanziatore importante, Monteux, proprietario di un importante marchio di calzature francesi.
Dopo gli Anni Venti, quando a una crisi del cinema francese dal punto di vista commerciale risalente al primo dopoguerra cui corrispondeva però «La nascita delle teorie e il film d'autore», con Ricciotto Canudo che teorizzava «sul cinema inteso come arte», la settima arte che conciliava tutte le altre, gli «anni Trenta, scrive ancora Cristina Bragaglia,  registrarono un aumento della produzione (...) e un calo della qualità. Rare le eccezioni, come La chienne (...). (...) abbandonate le influenze pittoriche e le raffinatezze letterarie, Renoir rivolge lo sguardo sulla realtà circostante, per cogliervi i tratti di una polemica antiborghese».

### Soggetto
Il soggetto è tratto dal romanzo omonimo di Georges de La Fouchardière (1874-1946) pubblicato a Parigi nel 1930. Dal libro, pochi mesi dopo, il commediografo André Mouézy-Éon trasse una pièce teatrale che debuttò il 12 dicembre 1930 al Théâtre de la Renaissance, nel 1936 il regista teatrale messicano Fernando de Fuentes una commedia dal titolo Las mujeres mandan e nel 1945 il regista Fritz Lang il film La strada scarlatta.
Renoir conosceva il romanzo e il lavoro teatrale di André Mouézy-Éon.

### La Parigi di Renoir
La chienne si ambienta a Montmartre, nel quartiere degli artisti e dei pittori, dove il regista era nato il 15 settembre 1894. Renoir comincia a tracciare il ritratto della "sua" Francia, quella da lui conosciuta ed amata. L'atmosfera è bohèmienne e popolare. Maurice incontra Lulu in place Emile Goudeau e la uccide in rue Ravignan. I quadri sono esposti nelle gallerie de la rue Matignon.
«Le scene di strada, l'onnipresenza di Montmartre, delle sue scalinate e dei suoi lampioni a gas, conferiscono a quest'opera, che dà così spesso l'impressione di essere stata girata in esterni, una patina d'epoca e ne fa quasi un documento etnografico. [...] Oltre l'apparenza di documento sociologico (il popolo parigino, la piccola borghesia e i mercanti d'arte) Renoir filma l'"invisibile": quello che avviene "dietro le fronti, dentro le teste" ».

## Tecnica cinematografica

### Dialettica interno/esterno, chiuso/aperto
«Il movimento proprio del film è la dialettica interno-esterno: in questo senso La cagna è un film modello sia per il cinema successivo di Renoir, sia per molto altro cinema moderno».
- la macchina da presa sceglie punti di vista anomali:

Nella prima sequenza la tavolata dei colleghi di Simon viene inquadrata dall'interno di un montacarichi porta cibo. «Le inquadrature seguenti - fisse - passano dal corridoio al montacarichi, per poi muoversi in una serie di brevi panoramiche - orizzontali e circolari – ed inquadrare i commensali uno ad uno; ogni movimento di macchina è alternato da un'inquadratura fissa di raccordo che mostra una porzione della tavolata; ogni inquadratura - fissa o di movimento – è presa da un punto diverso della sala. Lo spazio è così letteralmente “avvolto” dallo sguardo ovunque della macchina da presa che, così facendo, mostra, insieme all'interno della stanza, anche un “fuori”, la città di notte le cui luci – le pale illuminate del Moulin Rouge – che si vedono dalle finestre della sala, alludono ad un ulteriore movimento che si svolge all'esterno»
- il fuori irrompe nell'inquadratura

La finestra mostra l'esterno, l'inquadratura ingloba il fuori, rendendolo visibile: nella sequenza che mostra Legrand che dipinge nel suo salotto dalla finestra si vede il cortile interno e dalla finestra della casa di fronte una ragazzina che fa esercizi al pianoforte.
- il fuori è la strada

È nella strada immersa nella notte che Legrand incontra Lulu; dalla strada emerge l'ex marito ricattatore; mentre avviene l'omicidio, la strada vive e canta, è indifferente al dramma della passione; la strada è il rifugio ultimo di Legrand ormai fuori dal contesto sociale borghese.

### Il sonoro
La chienne è il secondo film sonoro di Jean Renoir. Nel 1931 il sonoro è vissuto come un campo di sperimentazione e un nuovo spazio di creatività. Nelle sue memorie il regista confessa la sua passione per il sonoro:
«Io credo al "dialogo" ma è una parte soltanto del "sonoro". Per me un sospiro, lo scricchiolio di una porta, dei passi sul selciato possono essere altrettanto eloquenti di un dialogo».
Nel film non c'è neanche un metro di filo doppiato. L'assistente al suono di Renoir, Joseph de Bretagne, che poi avrebbe collaborato con lui anche nei suoi successivi film francesi, era un sostenitore dell'"autenticità sonora": giravano per strada e filtravano i rumori di fondo, che altrimenti sarebbero stati troppo forti, con coperte e materassi; volevano sfruttare la realtà delle case vere, dei veri selciati, della vera circolazione.
Con La chienne, il suono diventa un elemento essenziale nella costruzione e nella creazione del film.

### La messa in scena
Il film inizia con un sipario che si alza su un teatrino di burattini.
"Non è un dramma né una commedia morale, e non vuole provare nulla" dice Guignol alzando il sipario.
Mentre i burattini descrivono i personaggi, si sovrappongono in sovrimpressione i primi piani dei protagonisti del triangolo amoroso, « lui, lei e l'altro », secondo la scansione prevista dal romanzo di La Fouchardière.

### I personaggi
(Guignol)
- Maurice Legrand: si muove come ripiegato su se stesso, timido e goffo.

Di lui il burattino dice: «Si è fatto una cultura intellettuale e sentimentale al di sopra del suo ambiente, cosicché in questo ambiente egli fa la figura di un imbecille».
- Lulu: intreccia le mani e alza gli occhi al cielo col sorriso sulle labbra.

Di lei il burattino dice: «È sempre sincera e mente in ogni momento».
- Dédé: si leva il cappello, si passa una mano tra i capelli e si riaggiusta il cappello.

Di lui Guignol ci dice solamente: «È il bellimbusto Dédé, e nient'altro».

### Le canzoni popolari
Renoir racconta che ne La chienne vide l'opportunità di costruire una situazione drammatica su una chanson des rues che adorava. La canzone è Sérénade du Pavé scritta da Jean Varney nel 1895 e cantata da Eugénie Buffet.
Nella sequenza in cui avviene il tragico confronto fra Maurice e Lulu, culminante nell'assassinio della donna, la macchina da presa entra ed esce alternativamente dall'interno, nella stanza da letto,in cui si trovano i due protagonisti, all'esterno, nella strada in cui si è raccolto un capannello di spettatori attorno ad un cantastorie che canta la ballata, accompagnato da un violino e da una chitarra.
Nei film di Renoir spesso le canzoni popolari sono usate per creare una certa situazione: ne La grande illusione è Petit Navire intonato dal flauto di Pierre Fresnay; in Toni sono le canzoni popolari piemontesi e corse; ne L'angelo del male è un'altra canzone popolare di strada, Le Petit Coeur de Ninon.

### Testo e parole della ballata
Sérénade du Pavé (scritta da Jean Varney nel 1895 e portata al successo dalla cantante Eugénie Buffet)
(Prima Strofa)
(Ritornello)
(Seconda strofa)
Ritornello
(Terza strofa)
Ritornello

## Accoglienza
Il film fu respinto e fischiato dal pubblico del 1931; è considerato oggi il capolavoro di un'epoca.
Più dettagliatamente Renoir stesso racconta che all'anteprima tenutasi al Palais de Rochechouart, alla presenza di un buon numero di intenditori, il film ebbe successo. Fu a Nancy che per iniziativa di gruppi politici, fra cui le "Croix de Feu", il film fu contestato e costretto al ritiro.
Ritornò successivamente in circolazione grazie ad un esercente di nome Siritzky, conosciuto dal regista per mezzo dell'amico Marcel Pagnol, che iniziò a ripresentarlo nella sua mezza dozzina di sale, fra cui una a Biarritz. Il film rimase in cartellone diverse settimane e ciò attirò l'attenzione del Colisée di Parigi che propose a Richebé di proiettare di nuovo il film, e La chienne rimase «trionfalmente in cartellone per un periodo record»

### Critica
Paolo Mereghetti:
«...tragico e sardonico ritratto dell'eterna commedia degli errori e degli inganni in cui viviamo (per il delitto viene condannato un innocente, l'autore dei quadri che tutti vogliono è un barbone)»
Carlo Felice Venegoni:
«Con La chienne il regista comincia la sistematica esplorazione di un mondo esattamente determinato nei suoi parametri storici, sociali, di costume e di classe. [...] Rileggendo uno dopo l'altro i film che vanno da La chienne a La règle du jeu si ha l'impressione di assistere alla graduale composizione del quadro di una commedia umana tanto complessa quanto fedele interprete dello sfaccettato humus storico-sociale di una nazione».
Giorgio De Vincenti:
«E se La chienne venne pensato anche come prosecuzione di Nanà, i cinque anni che intercorrono fra i due film sembrano valere per cinquanta: ciò che in Nanà è solo desiderato, e forse non è ancora neppure visto interamente, vale a dire l'ancoraggio dello spettacolo al quotidiano, del sentimento forte e anche del tragico alla vita di ciascuno, La chienne lo realizza compiutamente. E lo realizza in quanto testo scritto nel linguaggio del cinema e non altrimenti scrivibile: carrelli, panoramiche, profondità di campo, gru, e quello straordinario sonoro che attualizza tutto, portandoci dentro un contesto materiale fatto di piazze, vie, cantanti di strada, e di personaggi concretissimi che si muovono con una verità che è anzitutto il piacere del cinema...»